# Sankt Ilians landskommun
Sankt Ilians landskommun var en kommun i Västmanlands län.

## Administrativ historik
Kommunen bildades 1863 i Sankt Ilians socken i Tuhundra härad och Norrbo härad i Västmanland. 1918 uppgick landskommunen i Västerås stad.